# Niki Mossböck

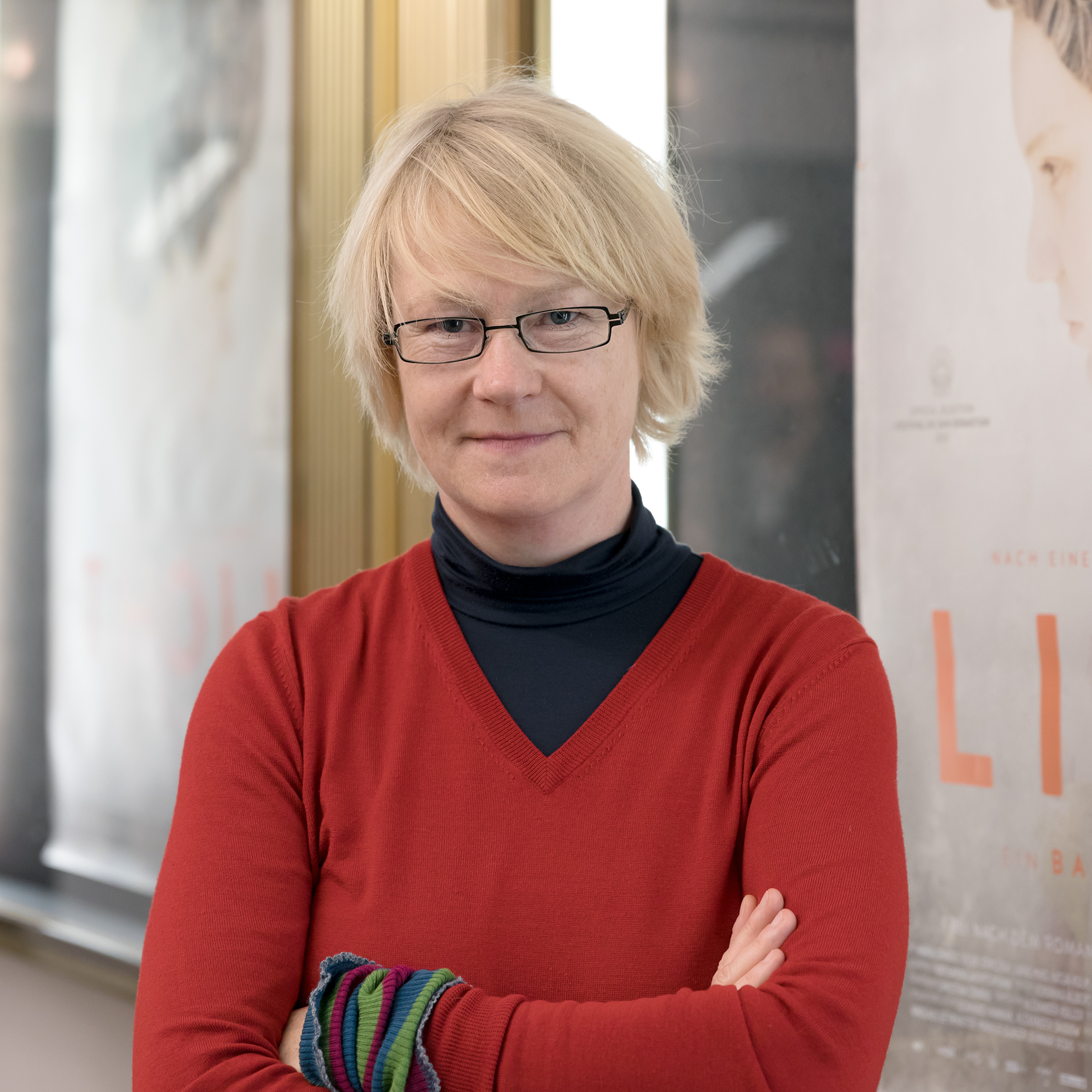
Niki Mossböck (2017)

Niki Mossböck (* 1969 in Graz) ist eine österreichische Filmeditorin.

## Leben
Niki Mossböck studierte von 1988 bis 1991 Psychologie und arbeitete als Regieassistentin am Theater im Keller in Graz. Von 1993 bis 2000 studierte sie Schnitt und Kamera an der Filmakademie Wien und ist seitdem als freiberufliche Editorin tätig.
2002 übernahm Mossböck den Schnitt von Struggle von Ruth Mader der in Cannes in der Sektion Un Certain Regard 2003 seine Premiere feierte.
2005 arbeitete sie mit Jasmila Žbanić an Grbavica, der 2006 den Goldenen Bären bei der Berlinale gewann.
Sie arbeitete mehrmals mit den Regisseurinnen Ruth Mader, Mirjam Unger, Sabine Derflinger und Jasmila Žbanić zusammen. Mossböck ist seit 2007 Vorstandsmitglied des Österreichischen Verbandes Filmschnitt sowie Mitglied der Europäischen Filmakademie und der Akademie des Österreichischen Films.
Seit 2020 ist Mossböck auch im Vorstand der Verwertungsgesellschaft der Filmschaffenden tätig.

## Auszeichnungen und Nominierungen
- 2018: Diagonale – Diagonale-Preis Beste künstlerische Montage für Licht und Life Guidance[7]
- 2018: Nominierung für den Österreichischen Filmpreis 2018 in der Kategorie Bester Schnitt für Licht.[8]
- 2019: Nominierung für den Bild-Kunst Schnitt Preis Dokumentarfilm für Erde[9]
- 2021: Auszeichnung mit dem Österreichischen Filmpreis 2021 in der Kategorie Bester Schnitt für Die Dohnal – Frauenministerin, Feministin, Visionärin.[10][11]

## Filmografie
- 2000: Heller als der Mond
- 2000: Mehr oder weniger
- 2001: Null Defizit
- 2001: Spiel im Morgengrauen
- 2003: Der junge Herr Bürgermeister
- 2003: Struggle
- 2006: Esmas Geheimnis – Grbavica
- 2008: Herzausreißer – Neues vom Wienerlied
- 2009: Kleine Fische
- 2010: Himmelwärts
- 2010: Zwischen uns das Paradies
- 2011: Die Lust der Frauen
- 2012: Tatort: Falsch verpackt (Fernsehreihe)
- 2012: What Is Love
- 2013: Schlagerstar (Dokumentarfilm)
- 2013: Tatort: Angezählt
- 2014: Tatort: Borowski und das Meer
- 2016: Maikäfer flieg
- 2017: Licht
- 2017: Life Guidance
- 2019: Erde (Dokumentarfilm)
- 2020: Landkrimi: Das Mädchen aus dem Bergsee (Fernsehreihe)
- 2020: Blind ermittelt: Zerstörte Träume (Fernsehreihe)
- 2020: Die Dohnal – Frauenministerin, Feministin, Visionärin
- 2022: Blind ermittelt – Tod im Prater (Fernsehreihe)
- 2022: Serviam – Ich will dienen
- 2023: Landkrimi – Der Tote in der Schlucht (Fernsehreihe)
- 2024: Ewig Dein (Fernsehfilm)
- 2024: Husky Toni – go ahead